# Wałkonowy Górne
Wałkonowy Górne – wieś w Polsce położona w województwie świętokrzyskim, w powiecie włoszczowskim, w gminie Secemin.
| SIMC    | Nazwa  | Rodzaj     |
| ------- | ------ | ---------- |
| 0145543 | Lipiny | przysiółek |

W latach 1975–1998 miejscowość administracyjnie należała do województwa częstochowskiego.